# Olympische Sommerspiele 1908/Bogenschießen
Bei den Olympischen Spielen 1908 in London wurden im Bogenschießen zwei Wettbewerbe für Männer und ein Wettbewerb für Frauen ausgetragen. Austragungsort war das White City Stadium.

## Bilanz

### Medaillenspiegel
| Platz  | Land               | Gold | Silber | Bronze | Gesamt |
| ------ | ------------------ | ---- | ------ | ------ | ------ |
| 1      | Großbritannien     | 2    | 2      | 1      | 5      |
| 2      | Frankreich         | 1    | 1      | 1      | 3      |
| 3      | Vereinigte Staaten | —    | —      | 1      | 1      |
| Gesamt | Gesamt             | 3    | 3      | 3      | 9      |

### Medaillengewinner
| Disziplin                    | Gold                | Silber              | Bronze                   |
| ---------------------------- | ------------------- | ------------------- | ------------------------ |
| Continental Round Männer     | Eugène Grisot (FRA) | Louis Vernet (FRA)  | Gustave Cabaret (FRA)    |
| Double York Round Männer     | William Dod (GBR)   | William Dod (GBR)   | Henry Richardson (USA)   |
| Double National Round Frauen | Sybil Newall (GBR)  | Charlotte Dod (GBR) | Beatrice Hill-Lowe (GBR) |

## Männer

### Double York Round
| Platz | Land | Team                 | Punkte |
| ----- | ---- | -------------------- | ------ |
| 1     | GBR  | William Dod          | 815    |
| 2     | GBR  | Reginald Brooks-King | 768    |
| 3     | USA  | Henry Richardson     | 760    |
| 4     | GBR  | John Penrose         | 709    |
| 5     | GBR  | John Bridges         | 687    |
| 6     | GBR  | Harold James         | 652    |

Datum: 17. und 18. Juli
An diesem Wettbewerb nahmen 27 Schützen aus drei Ländern teil. An zwei Tagen gab es je einen Durchgang. Pro Durchgang mussten 72 Pfeile aus einer Entfernung von 100 Yards (91,44 m), 48 Pfeile aus 80 Yards (73,15 m) und 24 Pfeile aus 60 Yards (54,86 m) abgeschossen werden; dazu kamen am Ende des Tages nochmals je drei Pfeile pro Entfernung.

### Continental Round
| Platz | Land | Team            | Punkte |
| ----- | ---- | --------------- | ------ |
| 1     | FRA  | Eugène Grisot   | 263    |
| 2     | FRA  | Louis Vernet    | 256    |
| 3     | FRA  | Gustave Cabaret | 255    |
| 4     | FRA  | Charles Aubras  | 231    |
| 5     | FRA  | Charles Quervel | 223    |
| 6     | FRA  | Albert Dauchez  | 222    |

Datum: 20. Juli
Es nahmen 17 Schützen aus zwei Ländern an diesem Wettbewerb teil. Er war auf Wunsch der Franzosen ins Programm aufgenommen worden, da sie mit der komplexen York Round nicht vertraut waren. Abzuschießen waren 40 Pfeile. Mehrere Briten, die bei der York Round teilgenommen hatten, beteiligten sich auf Einladung der Franzosen auch hier. Der Brite Robert Backhouse erzielte dabei die zweithöchste Punktzahl; er erhielt zwar keine Medaille, dafür jedoch ein Ehrendiplom.

## Frauen

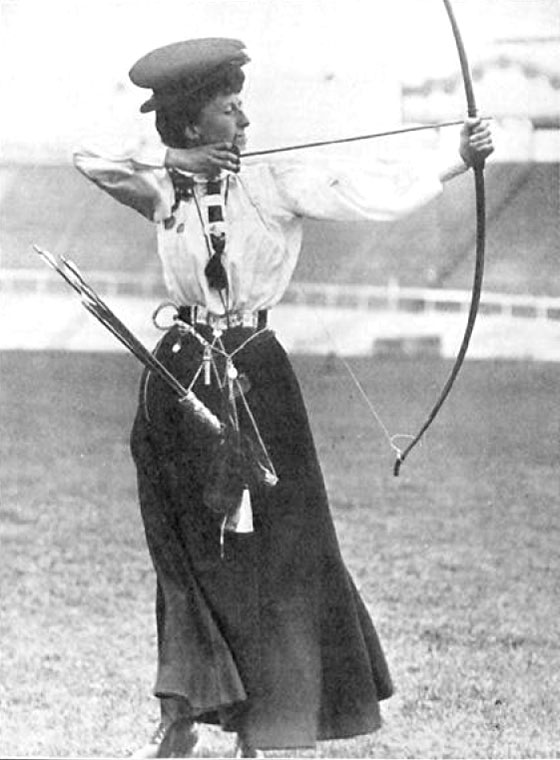
Sybil Newall bei den Olympischen Sommerspielen 1908

### Double National Round
| Platz | Land | Team               | Punkte |
| ----- | ---- | ------------------ | ------ |
| 1     | GBR  | Sybil Newall       | 688    |
| 2     | GBR  | Charlotte Dod      | 642    |
| 3     | GBR  | Beatrice Hill-Lowe | 618    |
| 4     | GBR  | Jessie Wadworth    | 605    |
| 5     | GBR  | Dora Honnywill     | 587    |
| 6     | GBR  | Ethel Armitage     | 582    |

Datum: 17. und 18. Juli
25 Schützinnen nahmen an diesem Wettbewerb teil, ausschließlich Britinnen. An zwei Tagen gab es je einen Durchgang. Pro Durchgang mussten 48 Pfeile aus einer Entfernung von 60 Yards (54,86 m) und 24 Pfeile aus 50 Yards (45,72 m) abgeschossen werden.